# Cristian Colmán
Cristian Ariel Colmán Ortiz (San Cosme y Damián, 26 de febrero de 1994) es un futbolista paraguayo. Juega de delantero y su equipo actual es Deportivo  Cali de la Liga BetPlay Dimayor de Colombia

## Trayectoria
El 26 de enero de 2017 fichó por el Football Club Dallas de la MLS.
Anotó un gol al Tauro en los cuartos de final de la Liga de Campeones de la Concacaf el 1 de marzo de 2018. Lamentablemente su temporada 2018 terminó luego de que el jugador sufriera una lesión de rotura de ligamentos cruzados en la rodilla izquierda durante un entrenamiento.
Para el 2020 es fichado por Barcelona Sporting Club de la Serie A de Ecuador mediante un contrato de un año con opción a compra.

### Barcelona S. C.
Marcó su primer gol en el denominado Clásico del Astillero frente a Emelec.
Marcó un gol al estilo de Maradona, eludiendo 5 rivales partiendo desde la mitad de la cancha en la victoria frente a Mushuc Runa, que para muchos medios fue el mejor gol de la temporada 2020.
Se consagró campeón de la temporada 2020 en penales, en la final frente a Liga Deportiva Universitaria, jugando ambos partidos, lamentablemente por un tema económico no llegó un acuerdo con el conjunto canario para renovar su contrato.

### Godoy Cruz
El 17 de febrero de 2021 fichó por el Godoy Cruz de Argentina.

### Arsenal
En el 2022 se sumó al Arsenal Fútbol Club de Sarandí, Argentina. En mismo año meses después fue cedido a Barracas Central, también de Argentina.

### Universidad Católica
El 31 de diciembre de 2022 fue anunciado en Universidad Católica de la Serie A de Ecuador, por una temporada.

### Gimnasia y Esgrima La Plata
En enero de 2024 se incorpora a Gimnasia y Esgrima La Plata de la Primera División de Argentina. Con pocos partidos disputados, en agosto rescinde contrato de mutuo acuerdo. 

## Selección nacional
Recibió su primera llamada con la selección de Paraguay en septiembre de 2018.

## Estadísticas
Actualizado al último partido disputado el 2 de junio de 2024.
| Club                                  | Div.          | Temporada     | Liga  | Liga  | Copas nacionales | Copas nacionales | Copas internacionales | Copas internacionales | Otras | Otras | Total | Total |
| Club                                  | Div.          | Temporada     | Part. | Goles | Part.            | Goles            | Part.                 | Goles                 | Part. | Goles | Part. | Goles |
| ------------------------------------- | ------------- | ------------- | ----- | ----- | ---------------- | ---------------- | --------------------- | --------------------- | ----- | ----- | ----- | ----- |
| C. A. 3 de Febrero Paraguay           | 1.ª           | 2014          | 40    | 13    | 0                | 0                | 0                     | 0                     | -     | -     | 40    | 13    |
| C. A. 3 de Febrero Paraguay           | Total club    | Total club    | 40    | 13    | 0                | 0                | 0                     | 0                     | 0     | 0     | 40    | 13    |
| Club Nacional Paraguay                | 1.ª           | 2015          | 34    | 7     | 0                | 0                | 4                     | 1                     | -     | -     | 38    | 8     |
| Club Nacional Paraguay                | 1.ª           | 2016          | 31    | 11    | 0                | 0                | 0                     | 0                     | -     | -     | 31    | 11    |
| Club Nacional Paraguay                | Total club    | Total club    | 65    | 18    | 0                | 0                | 4                     | 1                     | 0     | 0     | 69    | 19    |
| F. C. Dallas Estados Unidos           | 1.ª           | 2017          | 26    | 2     | 3                | 0                | 4                     | 2                     | -     | -     | 33    | 4     |
| F. C. Dallas Estados Unidos           | 1.ª           | 2018          | 15    | 2     | 1                | 0                | 1                     | 1                     | -     | -     | 17    | 3     |
| F. C. Dallas Estados Unidos           | 1.ª           | 2019          | 0     | 0     | 0                | 0                | 0                     | 0                     | 0     | 0     | 0     | 0     |
| F. C. Dallas Estados Unidos           | Total club    | Total club    | 41    | 4     | 4                | 0                | 5                     | 3                     | 0     | 0     | 50    | 7     |
| Barcelona S. C. · Ecuador             | 1.ª           | 2020          | 27    | 5     | -                | -                | 4                     | 1                     | -     | -     | 31    | 6     |
| Barcelona S. C. · Ecuador             | Total club    | Total club    | 27    | 5     | -                | -                | 4                     | 1                     | -     | -     | 31    | 6     |
| Godoy Cruz Argentina                  | 1.ª           | 2021          | 26    | 3     | 3                | 0                | -                     | -                     | -     | -     | 29    | 3     |
| Godoy Cruz Argentina                  | Total club    | Total club    | 26    | 3     | 3                | 0                | -                     | -                     | -     | -     | 29    | 3     |
| Arsenal de Sarandí Argentina          | 1.ª           | 2022          | 16    | 7     | 1                | 0                | -                     | -                     | -     | -     | 17    | 7     |
| Arsenal de Sarandí Argentina          | Total club    | Total club    | 16    | 7     | 1                | 0                | -                     | -                     | -     | -     | 17    | 7     |
| Barracas Central Argentina            | 1.ª           | 2022          | 16    | 4     | 1                | 0                | -                     | -                     | -     | -     | 17    | 4     |
| Barracas Central Argentina            | Total club    | Total club    | 16    | 4     | 1                | 0                | 0                     | 0                     | 0     | 0     | 17    | 4     |
| Universidad Católica · Ecuador        | 1.ª           | 2023          | 13    | 2     | 0                | 0                | 2                     | 0                     | 0     | 0     | 15    | 2     |
| Universidad Católica · Ecuador        | Total club    | Total club    | 13    | 2     | 0                | 0                | 2                     | 0                     | 0     | 0     | 15    | 2     |
| Gimnasia y Esgrima La Plata Argentina | 1.ª           | 2024          | 2     | 0     | 8                | 1                | -                     | -                     | -     | -     | 10    | 1     |
| Gimnasia y Esgrima La Plata Argentina | Total club    | Total club    | 2     | 0     | 8                | 1                | 0                     | 0                     | 0     | 0     | 10    | 1     |
| Total carrera                         | Total carrera | Total carrera | 246   | 56    | 17               | 1                | 15                    | 5                     | 0     | 0     | 278   | 62    |
| 1. 2.                                 |               |               |       |       |                  |                  |                       |                       |       |       |       |       |

## Palmarés

### Campeonatos nacionales
| Título             | Club            | País    | Año  |
| ------------------ | --------------- | ------- | ---- |
| Serie A de Ecuador | Barcelona S. C. | Ecuador | 2020 |